# Festival del cinema latino americano
Il Festival del cinema latino americano è un festival del cinema dedicato alla cinematografia latinoamericana. Il festival fa parte dell'AFIC - Associazione festival italiani di cinema.

## Storia
Il Festival del cinema latino americano si tiene a Trieste, nel mese di ottobre, fin dal 1985. Unico festival in Italia interamente dedicato al cinema latino americano, dedica retrospettive ad autori sudamericani o a italiani in America Latina.
Nel 2022 dal 12 al 20 novembre si è svolta la trentasettesima edizione. 

## Edizioni parziali

### 2022
- Estation Catorce, regia di Diana Cardozo premio miglior film[3]